# Nebrioporus macronychus
Nebrioporus macronychus là một loài bọ cánh cứng trong họ Bọ nước. Loài này được Shirt & Angus miêu tả khoa học năm 1992.